# 翻江鎮
翻江鎮（ほんこうちん）は中華人民共和国湖南省湘潭市湘郷市の鎮。

## 行政区画
- 楊家湾居委会
- 曾家山居委会
- 農林村
- 桃林村
- 翻江村
- 高橋村
- 吉長村
- 大楽村
- 黄塘村
- 中山村
- 歧山村
- 洪門村
- 双渓村
- 荷花橋村
- 菖蒲塘村
- 林章村
- 崟塘村
- 楊崗村

## 地理

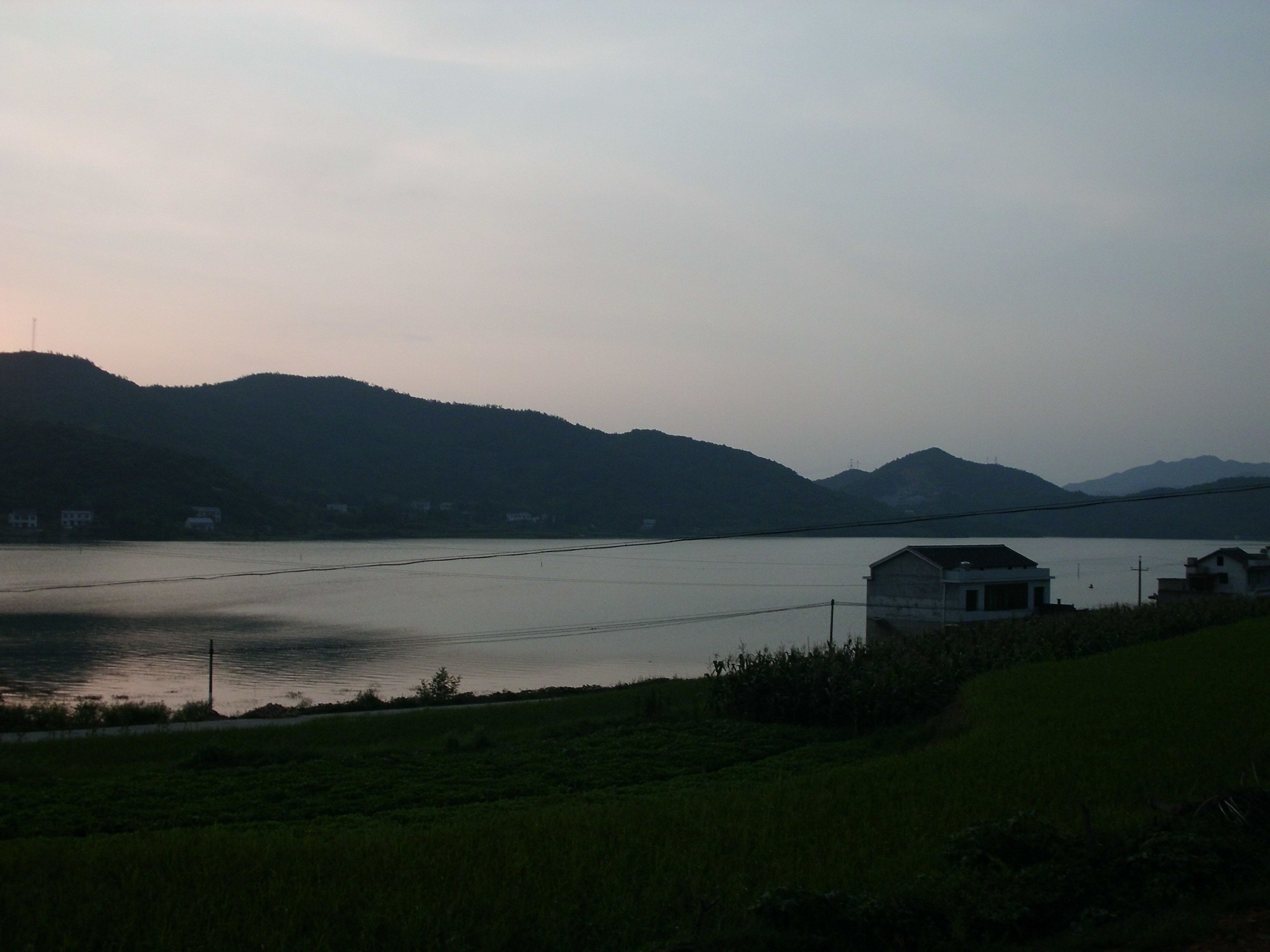
桃林水庫。

- 湖：桃林水庫
- 山：褒忠山（標高802メートル ）

## 教育
- 翻江鎮中心小学
- 翻江鎮中学

## 交通

### 道路
- 長韶婁高速公路（中国語版）[2]
- 益婁衡高速公路（中国語版）[2]
- 省道S311